# Spilotragoides griseomaculatus
Spilotragoides griseomaculatus är en skalbaggsart som beskrevs av Stefan von Breuning 1981. Spilotragoides griseomaculatus ingår i släktet Spilotragoides och familjen långhorningar.
Artens utbredningsområde är Angola. Inga underarter finns listade i Catalogue of Life.